# Верхньовілюйськ
Верхньовілюйськ (якут. Үөһээ Бүлүү, рос. Верхневилюйск)  — село Верхньовілюйського улусу, Республіки Саха Росії. Адміністративний центр Верхньовілюйського наслегу.
Населення —  6237 осіб (2015 рік).